# Orie Hida
Orie Hida (Tokio, 4 oktober 1975) is een Japanse carambolebiljartster die is gespecialiseerd in het driebanden. Ze is de dochter van Kazumi Hida die eveneens heeft deelgenomen aan driebandentoernooien op hoog niveau. Ze werkt als verkoopster omdat ze met alleen biljarten niet in haar levensonderhoud kan voorzien. Door die financiële beperkingen speelt ze ook niet zoveel internationale toernooien. 

## Carrière
Ze won in het driebanden de voorlopers van het wereldkampioenschap voor vrouwen in 1999 (de Ladies World Masters) en 2002 (de 1st World Challenge) en de wereldtitel in 2004, 2006, 2008 en 2017. In de Jennifer Shim International behaalde ze de tweede plaats in 2013 en 2017 en de derde plaats in 2015. Haar grootste concurrentes zijn de Nederlandse Therese Klompenhouwer, de Turkse Gülşen Degener en de Zuid-Koreaanse Mi Rae Lee. 